# Augustinereremitenkloster Sternberg
Das Augustiner-Eremitenkloster Sternberg Heiliges Grab wurde 1500 von Herzog Magnus II. gegründet. 1527 erfolgte die Auflösung des Konvents.

## Geschichte
Seit der Gründung des Dominikanerkonvents 1293 in Wismar vergingen über dreihundert Jahre, bis wieder in einer mecklenburgischen Stadt ein Kloster der Bettelordenbrüder neu eingerichtet wurde. Der Orden der Augustiner-Eremiten war bisher in Mecklenburg so gut wie gar nicht in Erscheinung getreten. Ihm gehörte auch Martin Luther an.
„Als […] Anlass zur Gründung eines observanten Augustiner-Eremitenkonvents in der mecklenburgischen Land- und einstigen Residenzstadt Sternberg ließen sich die Vorgänge um die sogenannte Sternberger Hostienschändung von 1492 identifizieren.“ Herzog Magnus II. hatte als religiös motivierter Landesfürst "vor 1500 bereits aus eigenen Mitteln eine kleine Fronleichnamskapelle auf dem Gelände des verfallenen Fürstenhofes errichtet und abgesichert." Mit den ausgesetzten Stipendien für mehrere Priester qui missas et alia diuina officia in ipsa ecclesia celebrent (= die Messen und andere heiligen Geschäfte in derselben Kirche verrichteten) übte diese zweite Kapelle neben der an die Stadtkirche angebauten Kapelle des Heiligen Blutes ebenfalls eine große Attraktivität auf die zahlreichen Pilger aus. Noch im selben Jahr 1500 bemühte sich Magnus II. um die päpstliche Anerkennung einer neuen Klosterstiftung in Sternberg.
"Für die Belegung des Klosters mit Augustiner-Eremiten von der Observanz ist ohne Zweifel die verwandtschaftliche Nähe zum kursächsischen Fürstenhaus verantwortlich zu machen. Die Heirat der mecklenburgischen Herzogstochter Sophia mit Johann, dem Bruder des Kurfürsten Friedrich III. des Weisen, im Jahre 1500 auf der einen Seite und die ständige Protektion der Sächsischen Augustiner-Kongregation durch dieses Herrschergeschlecht auf der anderen Seite" stützen eine solche Argumentation. So kann es kaum ein Zufall sein, dass schon drei Monate nach der Heirat von Johann und Sophia Kurfürst Friedrich III. am 4. August 1500 drei Schreiben nach Rom schicken ließ, eines an den Papst Alexander VI., zwei weitere an das Kardinalskollegium und Kardinal Francesco Todeschini-Piccolomini, in denen die Stiftung eines Augustiner-Eremitenklosters in Sternberg ausdrücklich rekommandiert wurde.

### Gründung
Herzog Magnus hatte den Güstrower Propst Peter Wolkow, den späteren Schweriner Bischof als Prokurator und zeitweiliger päpstlicher Sekretär in Rom beauftragt, sich um die päpstliche Approbation der Stiftung zu bemühen.
Diese Verhandlungen waren bald mit Erfolg gekrönt. Schon am 19. September 1500 gab der Borgia-Papst Alexander VI. seine Einwilligung. Er bestätigte dem mecklenburgischen Herzog Magnus II., dass diesem in Sternberg an der dortigen Fronleichnamskapelle ein Kloster für den Augustiner-Eremitenorden von der Observanz zu errichten gestattet sei, ausdrücklich nur zum Gebrauch der Brüder und zu ihrem Wohnrecht.
Die Baulichkeiten sollten ein Haus mit einfachem Glockenturm, Schlafsaal, Speiseraum, Klausurgebäude mit Friedhof, Garten, und Wirtschaftsgebäuden umfassen. Die Fronleichnamskirche selbst wurde in das Kloster als Betstätte integriert. Den Interessen des Herzogs erteilte der Papst seine vollständige Zusage, wobei der Orden ausdrücklich als Seelsorgeorden nach Sternberg kommen sollte.

### Baulichkeiten
Nachdem die rechtlichen Grundlagen für das neue Kloster geklärt waren, begann Herzog Magnus unter fachkundiger und kompetenter Anleitung des in der Vorbereitung der Observanz geübten Johannes von Paltz aus dem Erfurter Augustinerkloster die finanzielle Grundausstattung mit einer Summe von 400 bis 500 Gulden abzusichern.
Bereits 1502 schlossen sie einen Vertrag mit dem Ruppiner Maurermeister Andreas Techel, der häufiger im Dienste der mecklenburgischen Herzöge stand, wonach er sich verpflichtete, dat Slaphus vnses Nigen Closters tom Sternbergeto muende vnnd vullendbringende vp schirstkunfftigen samer, das Dormitorium also im folgenden Sommer zu vollenden.
Die Bauarbeiten kamen nur zögerlich voran, auch die Förderung ihrer neuen Niederlassung durch die mecklenburgischen Herzöge schien der Leitung der sächsischen Augustiner-Observanten zu langsam voranzugehen. Noch 1503 war der Erfurter Klosterbruder Johannes von Paltz nach Mecklenburg gekommen, um die Bauarbeiten am Kloster zu inspizieren. Herzog Magnus versprach ihm im Antoniterkloster zu Tempzin mit dem Einkommen aus den Opferstöcken der Kloster- und Fronleichnamskapelle einen zügigen Fortgang der Bauarbeiten. Doch nach Magnus’ Tod 1504 kam der Bau fast zum Erliegen. Erst mit dem neuen Herzog Heinrich V. den Friedfertigen und seinem Kanzler Kaspar von Schöneich und der Liste der herzoglichen Fundationsprivilegien für das Kloster in Sternberg kamen 1509 die Bauarbeiten am Kloster zu einem gewissen Abschluss.
Das Stadtkloster befand sich auf dem Platz des ehemaligen fürstlichen Schlosses und dem Hof zwischen der Mühlenstraße, der Ritterstraße (heute Rittersitz) und der Stadtmauer nahe dem Mühlentor. Nach dem Inventar von 1621 hatte das Kloster eine Kirche mit niedrigem Westturm, an die sich ein Hof anschloss. Als Vorbilder galten hier wohl die Klosterkirchen in Tempzin und Ribnitz. Die Klausur war ein zweistöckiges massives Gebäude mit Refektorium im Erdgeschoss und einem Schlaftrakt mit zwölf Zellen im Obergeschoss. Es war mit sechs Gewölben unterkellert. Im nebenstehenden Wirtschaftsgebäude befand sich noch die Küche. Der Garten erstreckte sich an der östlichen Stadtmauer nahe dem Mühlentor.
Ab 1510 war dann das Kloster vollständig eingerichtet.

### Wirtschaftliche und gesellschaftliche Verhältnisse
Die ersten Augustiner-Eremiten wurden spätestens im Februar 1505 in Sternberg eingeführt. Namentlich bekannte Personen oder Amtsträger sind aus der Anfangszeit nicht überliefert. Im April 1505 schickte Johannes von Staupitz vom Erfurter Konvent die hochrangigen Augustiner-Eremiten Johannes Vogt und Johannes von Paltz aus Trier-Pfalzel zur Visitation nach Sternberg.
Auch einige Zuwendungen und Stiftungen an das Sternberger Kloster sind überliefert. Am 2. Januar 1513 hatten sich die Sternberger Augustiner-Eremiten verpflichtet, für eine von der Adligen Margareta von Quitzow und ihren Kindern, namentlich Margareta von Oertzen, an den Konvent überlassene Stiftungssumme von 300 Mark Lübisch Gedächtnisse und Seelenmessen für die Stifterinnen und die Familien Quitzow und Pogisch abzuhalten. 1516 war Margareta von Quitzow bereits verstorben. Nun erhielten die Brüder zusätzlich für eine Lichterstiftung von elf Lampen vor dem heiligen Grabe in der Klosterkirche 45 Mark und eine Hebung von drei Mark und vier Schillingen vonseiten der Familien Quitzow und Oertzen. Die Wohltätigkeiten dieser Familien müssen noch weiter gegangen sein, doch nach der Auflösung des Klosters hatte der Sternberger Stadtrat die Kleinodien und das Inventar des Klosters an sich genommen. Der Ritter Eggert von Quitzow forderte am 6. Juni 1528 die von seiner Familie gestifteten Kleinodien von der Stadt wieder zurück. Das Sternberger Kloster besaß auch über die engeren Stadtgrenzen hinaus Bedeutung, denn im Zusammenhang mit den Wallfahrten nach Sternberg sind viele Opfergelder bei den Augustiner-Eremiten eingegangen. Für 1517 ist ein Legat durch einen Wismarer Bürger belegt, der den mönnekken in Sternberg fünf Mark zudachte.
Trotz der späten Konventsgründung kam es 1514 auch in Sternberg aus nichtigen Anlässen zu Konflikten, die grundlegende Rechtsstreitigkeiten zwischen dem Klerus offenbarten. Das Kloster blühte rasch auf und zog sich damit den Neid der übrigen Geistlichkeit zu. Zahlreiche Bürger besuchten Messe und Beichte bei den Augustinern statt wie bisher bei den Priestern der Stadtkirche. Daraufhin hetzte die Sternberger Geistlichkeit den Schulmeister und Rektor Andreas Libory von Gardeleven, auch Windbeke genannt, auf, den Prior und die Klosterbrüder mit Schmähungen, Drohungen und Waffengewalt zu verfolgen. Am 14. Juni 1514 hatte dann Andreas Libory einen Bruder des Augustiner-Eremitenklosters vp deme klosters eigenn Campe angegriffen und mit Waffen bedroht. Nach diesem Attentat war er am 20. Juni mit seiner Anhängerschaft wiederum ins Kloster gelaufen, störte dort die Brüder und den Prior bei ihrer Andacht mit allerlei Schimpfworten mit velenn bosenn denn doett geschwaren und Drohungen. Als der Klosterkonvent ihn bei seinem geistlichen Vorgesetzten verklagte und einen Tadel seines Benehmens erwirkte, drang Andreas Libory, diesmal betrunken und bewaffnet, in die Klosterkirche ein und störte den Konvent bei der Vesper. Die Mönche nahmen ihn fest, misshandelten ihn ein wenig, schnallten ihn auf ein Brett und legten ihn in Fesseln in den Turm. Am nächsten Tag willigte der Schulmeister in die Leistung einer Urfehde dem Konvent, dem Kaplan, dem Vikar und den Sternberger Ratsmännern gegenüber ein. Kaum freigekommen, wandte er sich an den Bischof Peter Wolkow in Schwerin. Hatte der Bischof vor knapp zehn Jahren in Rom noch die Zulassung des Sternberger Konvents erfolgreich durchgesetzt, so stellte er sich jetzt, ohne zu zögern auf die Seite des Schulmeisters und belegte am 15. Juli 1514 ohne vorherige Untersuchung das Augustiner-Eremitenkloster mit dem Kirchenbann. Der Orden mit dem General-Vicar Johann von Staupitz protestierte gegen das Verfahren des Bischofs und appellierte an den Papst und den Konservator Erzbischof Albrecht von Magdeburg. Auch Herzog Heinrich nahm sich der Brüder an, machte dem Bischof Gegenvorstellungen und forderte die Sternberger Bürger auf, die Klosterbrüder als fromme geistliche Personen zu achten. Herzog Heinrich dem Friedfertigen gelang es dann, den Zwist in Güte beizulegen.
Bischof Peter Wolkow konnte in Anbetracht der Rechtslage dem Druck, auch vom päpstlichen Stuhl aus Rom, nicht standhalten. Am 10. September 1514 hob er den Kirchenbann wieder auf.
Außer diesem Einzelfall ist konzentrierter Widerstand gegen die neue Niederlassung eines Bettelordens in Sternberg nicht festzustellen. Der Stadtrat war von Adeligen dominiert und unternahm keine sichtbaren Anstrengungen, das Unterfangen der Herzöge zu behindern. In Sternberg wurde das Kloster von allen weltlichen Abgaben und Pflichten befreit. Die Herzöge verliehen lediglich dem Kloster das Recht, sich der bürgerlichen Freiheiten in wirtschaftlicher Hinsicht zu bedienen.

## Klostergemeinschaft
Priore
Namen und Jahreszahlen bezeichnen die urkundlich nachweisbare Erwähnung als Prior.
- 1513–1514 Dietrich Kaltoffen
- 1514–1524 Heinrich von Immenhusen, Prior und Prokurator in Erfurt
- 1524–1527 Johann von Steenwyck

Subpriore
- 1513–0000 Heinrich von Immenhusen, Subprior in Eschwege

Im nur 25-jährigen Bestehen des Klosters wurden keine weiteren Amtsträger erwähnt. Sicher ist aber, dass 1505 ein Prior existierte, dessen Name nicht überliefert ist. 1513 war Johann Domborch als Senior des Klosters genannt worden. Am 2. Januar 1513 erschien der erste Prior in Sternberg namentlich als Dietrich Kaltoffen Dyderyck Koldauen, der hylghen sryft corsoer vnnd nv prior in deme neyen cloester tom Sterneberge. Er war 1498 als Subprokurator im Erfurter Augustiner-Eremitenkloster, 1502 noch als Prior im Konvent zu Sangerhausen, dann bis 1504 als Prior in Erfurt und bis 1508 dort als Prokurator tätig. Zugleich mit ihm erschienen erstmals Hynricus van Immenhusen, subprior, Johannes van Steenwyk, coster. Heinrich von Immenhusen war 1504 noch im Observantenkonvent Eschwege, wo er bis 1509 als Subprior arbeitete.
Johannes von Steenwyck fungierte 1499 im Observantenkonventen Himmelpforten als Prokurator. Alle drei beglaubigten am 20. Februar 1513 gemeinsam mit dem Senior Johannes Domborch einen päpstlichen Privilegienbrief. Vom 23. Juli 1514 und 16. August 1514 haben sich Briefe erhalten, die Kaltoffen als Prior verfasste. Der letzte Prior war ab 1524 der vormalige Sakristan Johannes von Steenwyck. Er schrieb auch an Martin Luther und war reformatorisch gesinnt.
Alle bekannten Offizialen in Sternberg waren innerhalb der Observanzbewegung erprobt, mit Johannes von Paltz persönlich bekannt und hatten bereits Erfahrungen in vergleichbaren Ordensämtern sammeln können.
Der Konvent des Augustiner-Eremitenklosters führte ein rundes Siegel, in welchem sich Christus mit dem Oberleibe aus einem Grab erhebt, die Wundenmale zeigend und von beiden Seiten von einem knienden Mönch angebetet wird. Die Umschrift lautet: S. uet. sternbeges. ord. frm. hemitar. s. augusti. Auch der Prior des Klosters führte im parabolischen Siegel ein Grab Christi, unter welchem ein Mönch knieet.

### Reformation und Aufhebung des Konvents
Als 1520 der sächsische Augustinervikar Wenzeslaus Linck das Sternberger Kloster visitierte, konnte er den mecklenburgischen Herzögen noch einen geordneten Zustand in dem mit fünfzehn Mönchen unter einem Prior besetzten Kloster melden. Vikar Linck selbst pflegte enge Kontakte zu Luther und stand dessen Überlegungen wohlwollend gegenüber. Am 22. Juni 1523 hatte ein Vertreter des Sternberger Klosters, fr. Casparus Pistatoris discrentus Conventus Sternberges, an einer Versammlung der lutherfeindlichen Augustiner-Eremiten in Leipzig teilgenommen und das Treuebekenntnis zur katholischen Kirche unterzeichnet.
Nach wenigen Jahren schon machte sich aber auch in Mecklenburg die Kirchen-Reformation bemerkbar und wie in Erfurt nahm hier der Sternberger Augustiner-Eremitenkonvent eine Vorreiterrolle ein. Unter Führung des evangelisch gesinnten Prior Johannes von Steenwyk setzten sich 1524 die reformationsfreundlichen Kräfte in Sternberg auffallend schnell durch. Denn in diesem Jahr forderte Prior Steenwyk gemeinsam mit den mecklenburgischen Herzögen bei Martin Luther evangelische Prediger an. Luther sandte umgehend den Prädikanten Hieronymus Anger von Enkhuizen nach Sternberg. Am 24. Juli 1524 beglückwünschte Luther den Sternberger Prior dazu, dass er dem herrschenden Aberglauben das Maul verstopft und gottlosen Erwerb aufgegeben habe. Zu diesem Zeitpunkt verzichteten die Brüder wohl schon auf die anfallenden Einnahmen der Heilig-Blutsverehrung.
Unter dem Einfluss der reformatorischen Ideen löste sich der Konvent bereits selbsttätig und nicht gewaltsam auf, bevor überhaupt die Reformation in Sternberg Fuß gefasst hatte. Spätestens 1527 verließen die Augustinermönche freiwillig ihr Kloster in Sternberg.
Nur Prior Johannes von Steenwyk blieb in den Klostergebäuden wohnen und heiratete später. Nach den Inventuren von 1527 und 1534 verbrachte man 1535 die beweglichen Gegenstände in die Sakristei der Sternberger Pfarrkirche und nach Schwerin. Ein Teil der Gelder durften die Monniche bey sich behalten.
Die Reformation hatte sich bereits 1533 in Sternberg vollständig durchgesetzt. Schon 1535 wurden die Klosterbauten zweckentfremdet, Herzog Heinrich ließ etzlich geschütz nach dem Sternberg bringen und in die Mönchskirch stellen. Das ehemalige Kloster wurde dann für etwa hundert Jahre als Quartier für herzogliche Beamte genutzt. 1621 wurde das Haus für den fürstlichen Beamten Hans Joachim Grabow umgebaut. Die bereits um 1625 weitgehend verfallenden Gebäude brannten 1659 ab. Seit dieser Zeit stand der Rest des Klosters unter Aufsicht des fürstlichen Stadtvogts. Nach Blitzeinschlägen 1691 und 1695 wurde das Kloster zur völligen Ruine. 1697 wollte man den Klosterhof umpflügen und mit Leinsamen besäen.
Um 1715 verwendete man dann die übrig gebliebenen Baumaterialien beim Bau neuer Amtswohnungen und 1737 erfolgte die Bebauung des Klosterplatzes mit Stadtwohnungen. Heute erinnert nichts mehr an das einstige Augustinereremitenkloster.

## Ungedruckte Quellen
Landeshauptarchiv Schwerin (LHAS)
- LHAS 1.5-4/22 Kloster Sternberg. Geistliche Urkunden
- LHAS 2.12-1/6 Landesteilungen. Nr. 381–386.
- LHAS 2.12-3/2 Kloster und Ritterorden, Augustinerkloster Sternberg.